# Meine Frau, die Spartaner und ich
Meine Frau, die Spartaner und ich (Originaltitel: Meet the Spartans) ist eine Actionkomödie aus dem Jahr 2008, deren Handlung hauptsächlich eine Parodie des Films 300 darstellt. Sowohl der englische Original-Titel als auch die deutsche Version sind eine Anspielung auf die Filmtitel der Reihe, die mit Meine Braut, ihr Vater und ich begann. Regie führten Jason Friedberg und Aaron Seltzer, die auch das Drehbuch verfassten.

## Handlung
Der Film beginnt mit der Inspektion eines Babys im Shrek-Look, das, nachdem es durch die harten Kriterien der Spartaner gefallen ist, von einem Hügel getreten wird. Das Baby Leonidas dagegen gilt mit seinem muskulösen Körper und seinem Bart bereits als richtiger Spartaner, der darauf folgend die harte Ausbildung eines Spartaners durchlaufen muss. Neben den Kämpfen mit seiner Großmutter und einer Folter im James-Bond-Stil muss er sich in der Wildnis einer Eislandschaft einem riesigen Pinguin stellen.
Während er von seiner Königsweihe zurückkehrt, begegnet Leonidas Margo, der er sofort verfällt und um deren Hand er anhält. Als Antwort verrät sie ihm die Zahlenkombination ihres Keuschheitsgürtels. Die Handlung wendet sich daraufhin wieder schnell dem Anfang der Geschichte zu und zeigt, wie Leonidas seinen Sohn trainiert, bis der Hauptmann Leonidas von der Ankunft eines persischen Boten berichtet, der die Forderung seines Königs Xerxes I. überbringt. Leonidas begrüßt den Boten ganz nach spartanischer Art: High five für die Frauen und Zungenküsse für die Männer. Der Perser fordert die Unterwerfung Spartas, hat aber nicht mit der Wut Leonidas gerechnet. Er tritt den Boten in die „Todesgrube“ sowie auch dessen Leibwächter und weitere Charaktere, die ihn nerven, von Britney Spears bis hin zu den American-Idol-Juroren.
Jedoch sieht sich Leonidas nun der Übermacht der Perser gegenüber. Um eine Lösung zu finden, sucht Leonidas den Rat der Propheten und versucht, sie mit Körperpflegeprodukten für ihre entstellten Gesichter zu bestechen. Doch diese verweisen ihn an das Orakel, das Leonidas’ Schicksal offenbart: Sollte er in den Krieg ziehen, werde er sterben.
Leonidas trifft daraufhin die Soldaten, die für den Kampf rekrutiert worden sind, und stellt mit Erschrecken fest, dass statt 300 nur 13 Männer dem Ruf des Krieges gefolgt sind. Unter diesen befindet sich neben dem Hauptmann und seinem Sohn Sonio ein weiterer Spartaner namens Dilio, der sich durch seine mangelnde Fitness auszeichnet. Die 13 halten Händchen und „wandern“ hinter Leonidas zu den Thermopylen, wo sie Paris Hilton (mit einem Buckel und einem deformierten Arm) treffen. Paris’ Wunsch, der Armee beitreten zu dürfen, wird jedoch abgelehnt. Leonidas und seine Truppe sehen sich daraufhin mit Xerxes’ Boten (Method Man) und seinen Kämpfern konfrontiert, die sie allerdings in einem Tanzwettbewerb schlagen und eine Klippe hinunterstoßen können. Xerxes ist beeindruckt und versucht, Leonidas näherzukommen, indem er versucht, ihn zu bestechen (im Stil der Spielshow Deal or No Deal). Leonidas lehnt jedoch das Angebot ab und verkündet, dass er stattdessen den Gottkönig zu Fall bringen wird. Die Spartaner müssen sich nun Xerxes’ Armee in einem „Beschimpfungs“-Kampf stellen, der in einem Sieg endet, auch wenn Dilio dabei sein Augenlicht einbüßt. Daraufhin schickt Leonidas Dilio zurück nach Sparta.
In der Zwischenzeit verrät Paris Hilton Xerxes den Weg zu dem geheimen Ziegenpfad, der hinter Leonidas’ 13 führt. Ihr wurde versprochen, dass ihr als Belohnung der Buckel entfernt wird.
Indem Xerxes einen Bluescreen benutzt, um seine Armee zu vergrößern, gelingt es ihm, die zwölf restlichen Spartaner zu überwältigen, wobei Sonio und sein Vater getötet werden. Xerxes’ Armee wird dabei jedoch restlos vernichtet. Xerxes findet aber einen Allspark und verändert ein herumstehendes Cabriolet in einen Kampfanzug. Aber der „Fetterkerlvonborattron“ endet, indem er, wie Leonidas es vorausgesagt hat, „fällt“, allerdings erdrückt er dabei die verbliebenen Spartaner. Der blinde Dilio überlebt als einziger die letzte Schlacht und kehrt nach Sparta zurück, um von Leonidas’ letztem Moment zu erzählen. Ein Jahr später führt Dilio eine Armee von 100 echten Spartanern und hunderttausenden animierten Kämpfern in den Krieg, um die Perser zu besiegen. Allerdings folgt er dem falschen Weg und führt die Spartaner nach Malibu, wo sie auf Lindsay Lohan treffen, die gerade die Reha-Klinik verlässt.

## Hintergrund
- Im Film werden zahlreiche bekannte Personen von Doubles dargestellt:
  - Jim Piddock als Simon Cowell
  - Nicole Parker als Britney Spears, Ellen DeGeneres, Paula Abdul und Paris Hilton
  - Ike Barinholtz als Dane Cook und Mads Mikkelsen in der Rolle des Le Chiffre aus James Bond 007: Casino Royale
  - Crista Flanagan als Ugly Betty
  - Emily Wilson als Lindsay Lohan
  - Thomas McKenna als Tom Cruise
  - John Di Domenico als Donald Trump
  - Jenny Costa als Tyra Banks
  - Tiffany Claus als Angelina Jolie
  - Ryan Fraley als Brad Pitt
  - Nick Steele als Kevin Federline
  - Jim Nieb als George W. Bush
  - Dean Cochran als Rocky und Rambo
  - Nate Haden als Ryan Seacrest
- Der deutsche Filmtitel ist, ebenso wie im englischen Original, eine Anlehnung an Meine Braut, ihr Vater und ich (im Original: Meet the Parents) bzw. dessen Fortsetzung Meine Frau, ihre Schwiegereltern und ich (im Original: Meet the Fockers).
- Dies ist das dritte Filmprojekt des Duos Aaron Seltzer und Jason Friedberg. Zuvor waren beide für Date Movie und Fantastic Movie verantwortlich.

- Der Film wurde in New Orleans gedreht.
- Die Produktionskosten des Films wurden auf rund 30 Millionen US-Dollar geschätzt. Der Film spielte in den Kinos weltweit rund 84,6 Millionen US-Dollar ein, davon rund 38 Millionen US-Dollar in den USA und 7 Millionen US-Dollar in Deutschland. In Deutschland wurden 721.637 Kinobesucher gezählt.
- Kinostart in den USA war am 25. Januar 2008, in Deutschland am 28. Februar 2008.

## Kritiken
Der Film befindet sich in der Tabelle der 100 am schlechtesten bewerteten Filme der Besucher der Internet Movie Database auf Platz 20 mit einer Bewertung von 2,9 von 10.
Auf Rotten Tomatoes verzeichnete der Film lediglich 2 % positive Kritiken (Durchschnittswertung 2,4 von 10) bei 48 gezählten Kritiken. Der zusammengefasste Konsens lautet: „Eine müde, witzlose, anstößige Zeitverschwendung, ‚Meet the Spartans‘ kratzt den Boden des filmischen Fasses.“ („A tired, unfunny, offensive waste of time, Meet the Spartans scrapes the bottom of the cinematic barrel.“)

„Sich an der Handlung des filmischen Historiengemetzels ‚300‘ von Zack Snyder (2007) entlang hangelnde ‚Persiflage‘, mit der das Verulkungsteam der ‚Scary-‘, ‚Date-‘ und ‚Fantastic‘-Filme eine weitere Kostprobe des inszenatorischen Nullpunkts gibt. Der an Geschmack- und Witzlosigkeit kaum noch zu unterbietende Film spult monoton die immer gleichen Mechanismen ab und bedient schlichtesten Massengeschmack.“

„Ob gute oder weniger gute Pointen – das größte Manko dieser Metzelfilmparodie liegt in seiner Ungenauigkeit und Oberflächlichkeit. Man merkt, dass der Film schnell heruntergekurbelt wurde, Gags und Figuren wirken uneinheitlich und seelenlos. Leider produzieren Friedberg und sein Co-Regisseur Aaron Seltzer damit genau das, was sie ja aufs Korn nehmen wollten: pompösen, hohlen Mist.“

„Die idiotische Handlung und das kryptofaschistische Pathos des Blockbusters ‚300‘ von Zack Snyder geben die Folie ab, auf der das ohnehin Lachhafte der Lächerlichkeit preisgegeben wird. […] ‚Meine Frau die Spartaner und ich‘ ist ein Film, den man sich lustig saufen muss. Witzloser, Bully Herbig-mäßiger Schwulenhumor müffelt ebenso durch den Film wie humorlose Blondinenwitze; die Anspielerei auf Filme der letzten Jahre nervt, und lediglich die tumbe Freude am Erkennen des Zitats treibt ab und zu die Mundwinkel aufwärts.“

## Auszeichnungen
Für den Negativpreis Goldene Himbeere 2009 war der Film in fünf Kategorien nominiert.